# Île-aux-Moines
Île-aux-Moines, Bretons: Enizenac'h, is de gemeente van en het enige dorp op het eiland Île aux Moines in de Golf van Morbihan, in Frankrijk.

## Geografie
De onderstaande kaart toont de ligging van Île-aux-Moines met de belangrijkste infrastructuur en aangrenzende gemeenten.

## Demografie
Onderstaande figuur toont het verloop van het inwonertal, bron: INSEE-tellingen. 

1. ↑  Populations de référence 2022.